# Glossite de Hunter
La glossite de Hunter (également appelée glossite atrophique) est une inflammation de la langue, liée à une anémie pernicieuse par carence en vitamine B12, ou à un déficit en acide folique.
Elle a été décrite en 1900, par William Hunter (chirurgien) (en) (1861-1937). Elle se manifeste comme une langue douloureuse avec sensation de brûlure au contact de certains aliments (mets épicés). 
La langue présente sur les bords de petites taches rouges ou de vésicules douloureuses au contact. Elle devient sèche, lisse et vernissée (brillante et rouge vif), par atrophie des papilles filiformes.
Les lésions régressent après traitement substitutif.